# الرقص مع الزهور (مسلسل)
الرقص مع الزهور مسلسل مصري، انتج في سنة 2005، بطولة الفنانة دنيا سمير غانم، والتي كان اسمها في المسلسل (سماح).
تدور أحداث المسلسل حول الفتاة اليتيمة سماح (دنيا سمير غانم) التي تعيش في هناء وسرور مع جدها، وتعمل على الانتهاء من أطروحتها عن ظاهرة أطفال الشوارع في (مصر)، والتي ستتقدم بها النيل درجة الماجستير من الجامعة التي تدرس بها، وتواجه خلال حياتها عددا من المشاكل التي تحاول تخطيها.

## طاقم العمل
إخراج: محمد بكري.
تأليف: السيد راضي.

### الممثلون
- أحمد زاهر
- دنيا سمير غانم
- السيد راضي
- أحمد مرا
- فادية عكاشة
- سهر الصايغ

## روابط خارجية
- الرقص مع الزهور على موقع قاعدة بيانات الأفلام العربية